# دم‌بادبزنی بیشه‌ای سیاه
دم‌بادبزنی بیشه‌ای سیاه (نام علمی: Rhipidura maculipectus) نام یک گونه از سرده دم‌بادبزنی است.